# Ferdinand Fagerlin

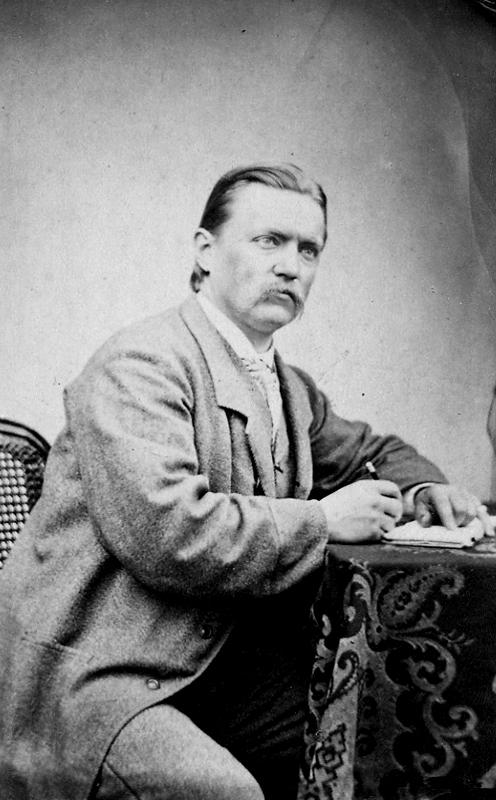
Ferdinand Fagerlin

Ferdinand Julius Fagerlin (* 5. Februar 1825 in Stockholm; † 19. März 1907 in Düsseldorf) war ein schwedisch-deutscher Maler der Düsseldorfer Schule.

## Leben

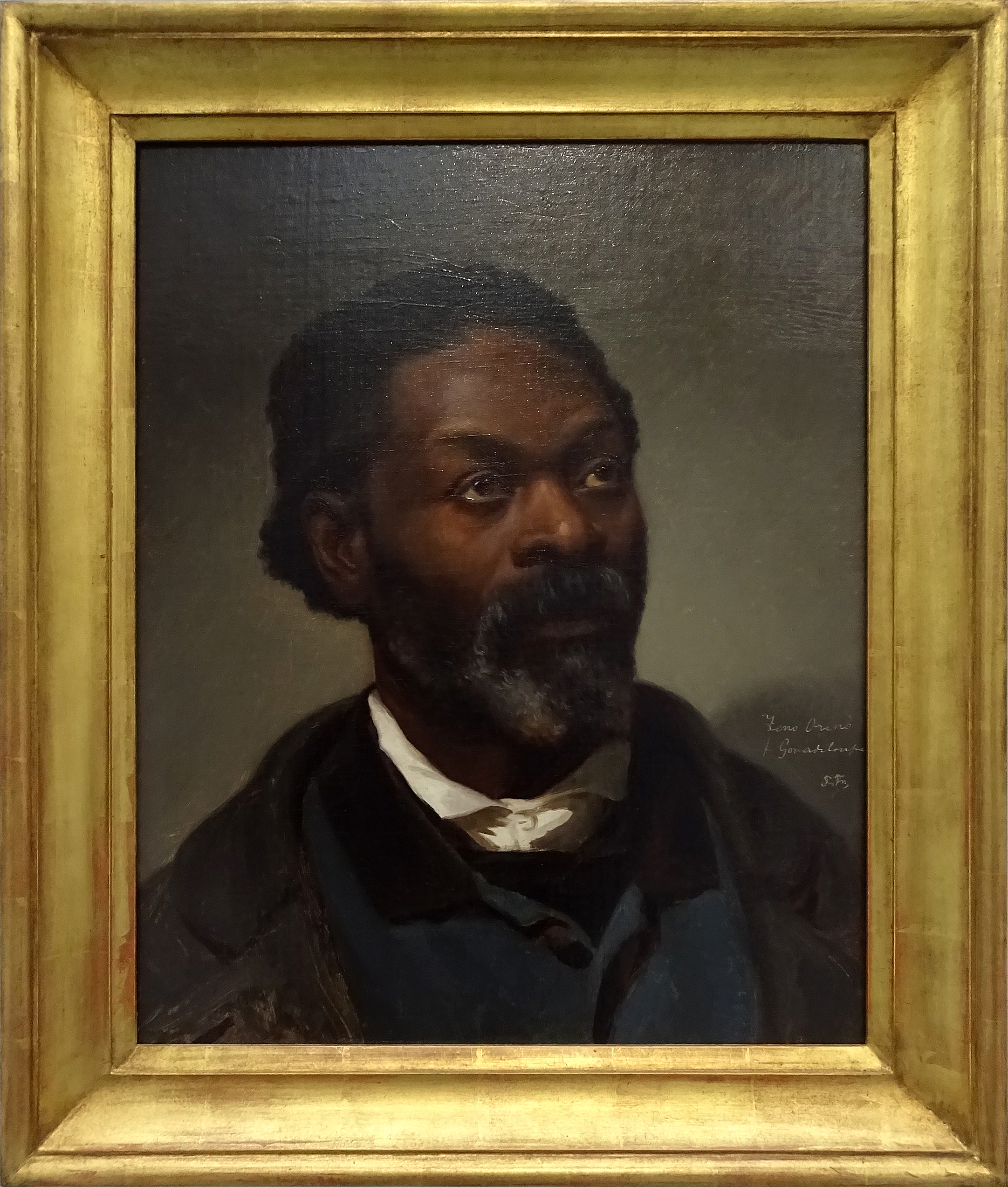
Bildnis des Zeno Oreno aus Guadeloupe, 1854, Museum Kunstpalast

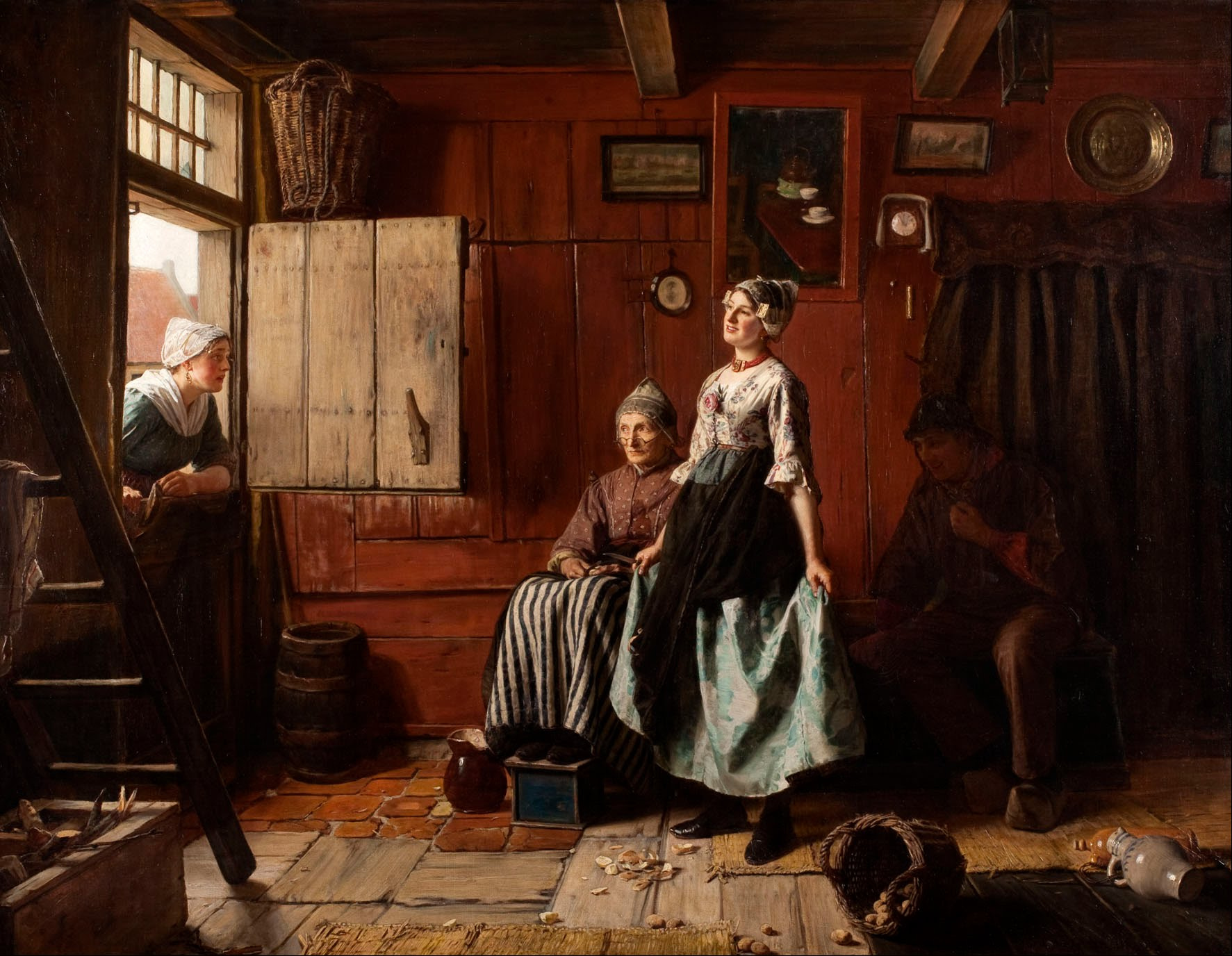
Überrascht, 1888

Fagerlin widmete sich anfangs in seiner Vaterstadt der Schiffsbaukunst (1842–1843). Dann war er Student der Kunstakademie Stockholm (1845–1847). Anschließend ging er zum Militär, wo er als Unteroffizier diente (1850–1854). In dieser Zeit konnte er nur in den Mußestunden der Kunst, insbesondere der Porträtmalerei, nachgehen. Ab 1854 verschrieb er sich ganz der Malerei. Mit Unterstützung früherer Lehrer ging er an die Kunstakademie Düsseldorf zu Carl Ferdinand Sohn und Wilhelm von Schadow (1854–1855). Anschließend reiste er nach Paris (1856–1858), wo er zeitweise im Atelier von Thomas Couture arbeitete.
Dann kehrte Fagerlin nach Düsseldorf zurück. Hier ließ er sich als freischaffender Maler nieder und heiratete im Dezember 1869 Alice (* 31. Oktober 1844 in Düsseldorf; † 25. April 1931 Allner), die Tochter des Malers Henry Ritter, dessen Atelier und Nachlass er übernahm. Friedrich Joseph Ehemant, ein weiterer Maler der Düsseldorfer Schule, war sein Schwager.
1862 bis 1902 war er Mitglied des Künstlervereins Malkasten. Gustaf Cederström nahm er 1867/1868 als Privatschüler in sein Atelier auf, 1872 Carl Hellström, von 1875 bis 1880 Axel Kulle. Seit 1863 unternahm er immer wieder Studienreisen nach und durch Holland. Die dortigen Bildmotive, besonders die holländische Küstenlandschaft mit dem alltäglichen Strand- und Seemannsleben, seinen Sitten und Anekdoten, prägten fortan Fagerlins Genremalerei. 1893 verlieh ihm der preußische König den Professorentitel.
1867 stellte Fagerlin auf der Pariser Weltausstellung die Bilder Der Heiratsantrag und Die Eifersucht aus.
Sechs Wochen nach seinem 82. Geburtstag starb er in Düsseldorf. Die Grabstätte der Eheleute Fagerlin und der Tochter Anna (1872–1921) befindet sich auf dem Nordfriedhof. Diese ist mittlerweile so zugewachsen, dass man sie nur noch anhand der Koordinaten finden könnte. Der Sohn Henry Fagerlin (1871–1898), der ab 1893 an der Düsseldorfer Akademie studiert hatte, wurde auf dem Evangelischen Friedhof in Holzlar beerdigt.

## Werke (Auswahl)

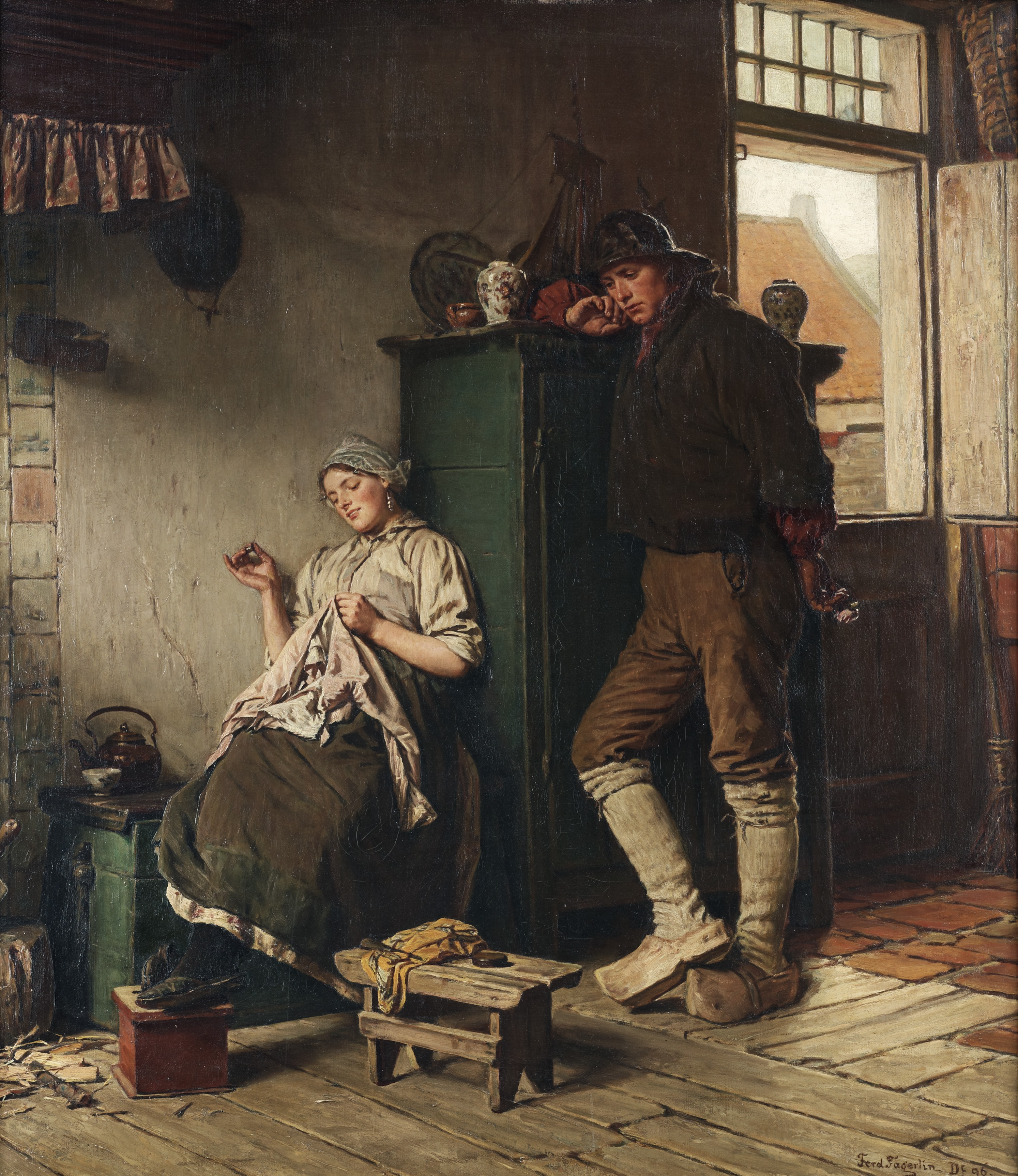
Der verschmähte Freier, 1896

- Bildnis des Zeno Oreno von Guadeloupe (1854), Öl auf Leinwand, auf Sperrholz, 49,7 × 39,7 cm, seit 2017 im Museum Kunstpalast, Düsseldorf[6]
- Die angehenden Raucher (Nationalmuseum Stockholm)
- Die Eifersucht (Nationalmuseum Stockholm)
- Die Liebeserklärung
- Der Heiratsantrag
- Die Krankenstube
- Der verschmähte Freier, 1896
- Die Genesende (Hausandacht), 1867 (Nationalmuseum Stockholm)
- Besuch der Großeltern
- Alice (Nationalmuseum Stockholm)

## Literatur

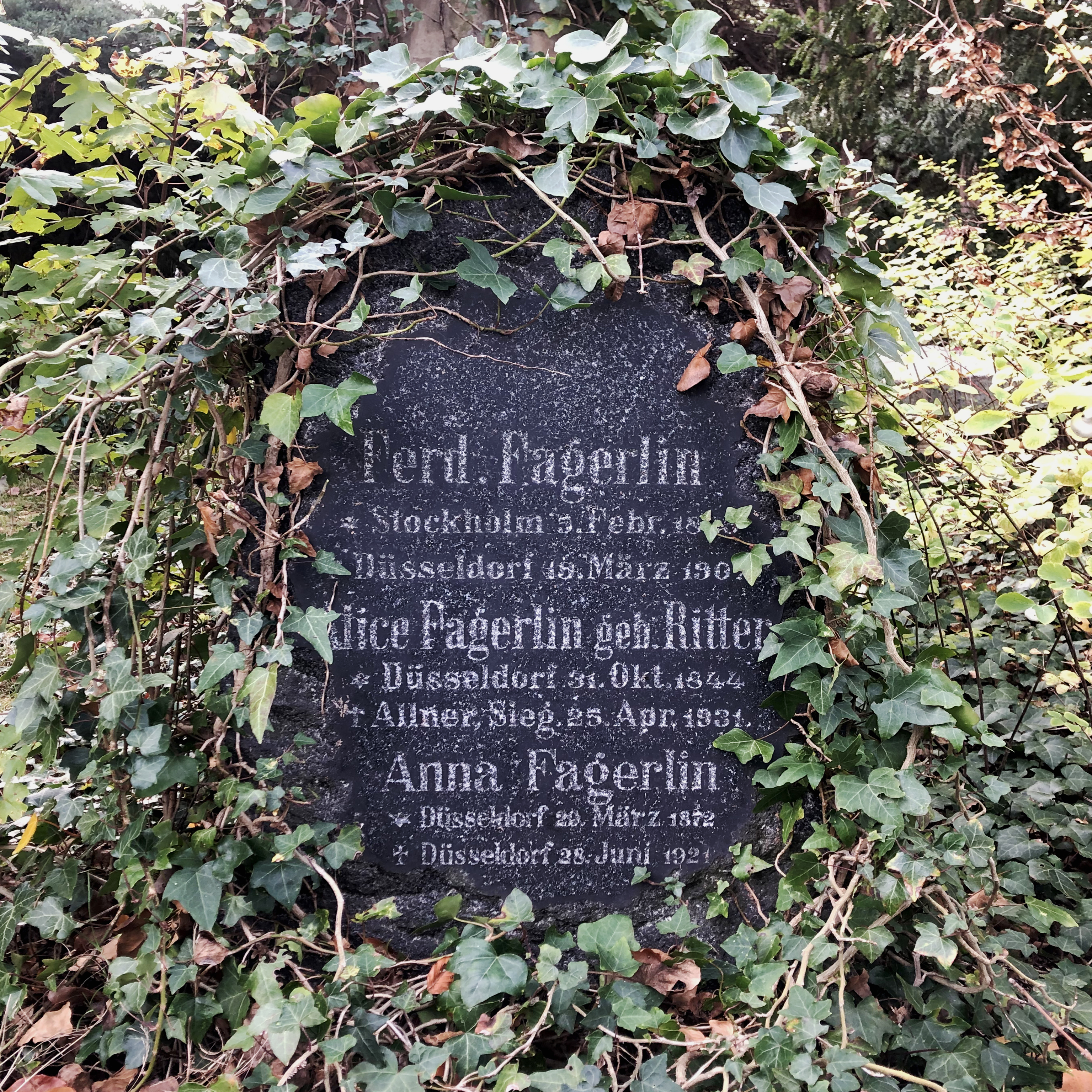
Grabstätte Nordfriedhof Düsseldorf. Sie liegt versteckt rechts hinter der Grabstätte von Christian Kröner und Familie.